# Oreoblastus
Oreoblastus là chi thực vật có hoa trong họ Cải.